# Sainte-Marie-d'Alloix
Sainte-Marie-d'Alloix és un municipi francès situat al departament de la Isèra i a la regió d'Alvèrnia-Roine-Alps. L'any 2007 tenia 568 habitants.

## Demografia

### Població
El 2007 la població de fet de Sainte-Marie-d'Alloix era de 568 persones. Hi havia 184 famílies de les quals 40 eren unipersonals (12 homes vivint sols i 28 dones vivint soles), 40 parelles sense fills, 84 parelles amb fills i 20 famílies monoparentals amb fills.
La població ha evolucionat segons el següent gràfic:
Habitants censats

### Habitatges
El 2007 hi havia 197 habitatges, 186 eren l'habitatge principal de la família, 4 eren segones residències i 7 estaven desocupats. 179 eren cases i 18 eren apartaments. Dels 186 habitatges principals, 140 estaven ocupats pels seus propietaris, 43 estaven llogats i ocupats pels llogaters i 3 estaven cedits a títol gratuït; 1 tenia una cambra, 5 en tenien dues, 24 en tenien tres, 41 en tenien quatre i 115 en tenien cinc o més. 165 habitatges disposaven pel capbaix d'una plaça de pàrquing. A 55 habitatges hi havia un automòbil i a 119 n'hi havia dos o més.

### Piràmide de població
La piràmide de població per edats i sexe el 2009 era:
| Homes | Edats   | Dones |
| ----- | ------- | ----- |
| 0     | 95 o +  | 12    |
| 4     | 90 a 94 | 24    |
| 0     | 85 a 89 | 8     |
| 0     | 80 a 84 | 8     |
| 8     | 75 a 79 | 20    |
| 4     | 70 a 74 | 16    |
| 4     | 65 a 69 | 12    |
| 4     | 60 a 64 | 8     |
| 20    | 55 a 59 | 12    |
| 24    | 50 a 54 | 12    |
| 8     | 45 a 49 | 32    |
| 20    | 40 a 44 | 12    |
| 12    | 35 a 39 | 28    |
| 24    | 30 a 34 | 16    |
| 8     | 25 a 29 | 4     |
| 16    | 20 a 24 | 4     |
| 20    | 15 a 19 | 32    |
| 12    | 10 a 14 | 20    |
| 32    | 5 a 9   | 24    |
| 4     | 0 a 4   | 12    |

## Economia
El 2007 la població en edat de treballar era de 335 persones, 247 eren actives i 88 eren inactives. De les 247 persones actives 229 estaven ocupades (116 homes i 113 dones) i 18 estaven aturades (8 homes i 10 dones). De les 88 persones inactives 22 estaven jubilades, 37 estaven estudiant i 29 estaven classificades com a «altres inactius».

### Ingressos
El 2009 a Sainte-Marie-d'Alloix hi havia 179 unitats fiscals que integraven 514 persones, la mediana anual d'ingressos fiscals per persona era de 21.193 €.

### Activitats econòmiques
Dels 23 establiments que hi havia el 2007, 1 era d'una empresa de fabricació d'altres productes industrials, 3 d'empreses de construcció, 3 d'empreses de comerç i reparació d'automòbils, 3 d'empreses d'hostatgeria i restauració, 1 d'una empresa financera, 7 d'empreses de serveis, 3 d'entitats de l'administració pública i 2 d'empreses classificades com a «altres activitats de serveis».
Dels 4 establiments de servei als particulars que hi havia el 2009, 1 era una fusteria, 1 lampisteria, 1 perruqueria i 1 restaurant.
L'any 2000 a Sainte-Marie-d'Alloix hi havia 6 explotacions agrícoles.

## Equipaments sanitaris i escolars
El 2009 hi havia una escola elemental integrada dins d'un grup escolar amb les comunes properes formant una escola dispersa.

## Poblacions més properes
El següent diagrama mostra les poblacions més properes.